# Samuel Wesley (senior)

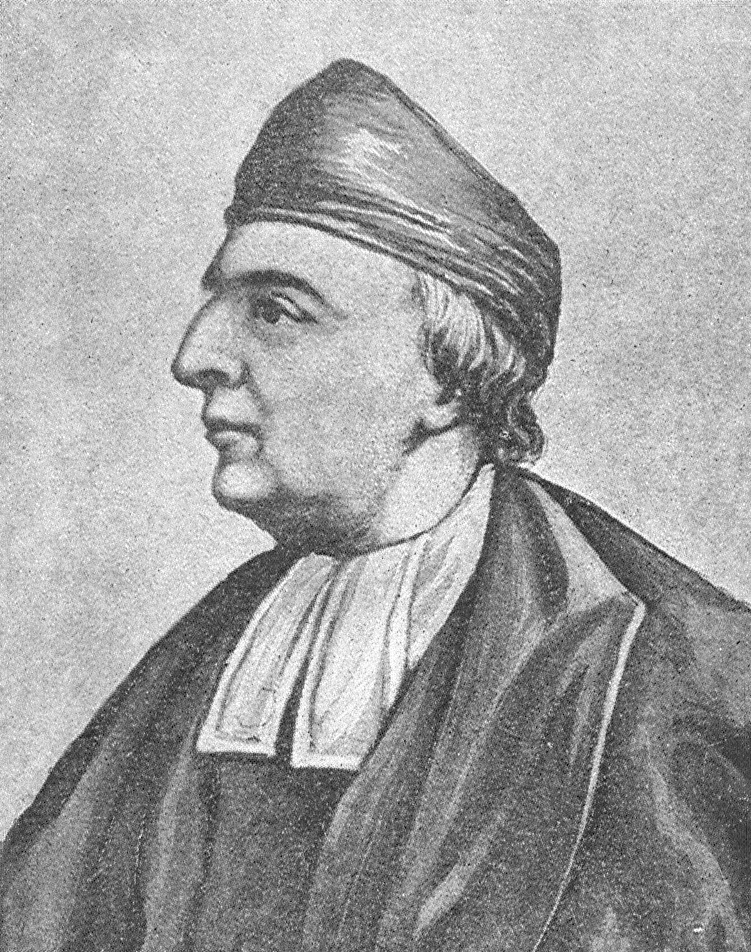
Samuel Wesley

Samuel Wesley (getauft 17. Dezember 1662 in Dorset; † 25. April 1735) war ein englischer Dichter, anglikanischer Pfarrer und Schulleiter. Er war der Mann von Susanna Wesley und der Vater von Charles und John Wesley, den Begründern der Methodisten.

## Leben
Samuel Wesley war ein Sohn des Geistlichen der Dissenter John Westley in Dorset, der wenige Jahre nach seiner Geburt verstarb. Seine Schulausbildung erhielt Wesley an der Dorchester Free School unter Leitung von Henry Dollingin in Dorchester, an der freien Akademie in Stepney und in Newington Green, bevor er ein theologisches Studium am Exeter College in Oxford aufnahm und 1688 abschloss. Seine erste kleine Gedichtsammlung Maggots: or Poems on Several Subjects never before Handled wurde bereits 1685 veröffentlicht. 1688 heiratete er Susanna Annesley; von ihren insgesamt 19 gemeinsamen Kindern starben neun im Kindesalter, nur die drei Söhne Samuel (junior), John und Charles sowie sieben Töchter überlebten.
1693 widmete er sein The Life of Christ der britischen Königin Maria II., was ihm möglicherweise als Dank die Zuweisung einer Stelle 1697 als anglikanischer Pfarrer an der St. Andrew’s Church und Rektor in Epworth (North Lincolnshire) einbrachte. Obwohl er dort 38 Jahre bis zu seinem Tod 1735 diente, fand er kaum Zugang zur ländlichen Bevölkerung, und sie verstanden seine theologischen Gedanken und Ausführungen wenig. Zudem war er unpraktisch, er konnte nicht gut mit Geld umgehen, verschuldete sich, kam deswegen ins Schuldnergefängnis und hinterließ seiner Familie beim Tod einen Schuldenberg.
Zu Beginn des 18. Jahrhunderts war Wesley in den schwelenden theologischen und akademischen Streit zwischen Dissentern und Konformisten verwickelt, was ihm Sympathien und Anfeindungen aus den verschiedenen Lagern einbrachte. In seinen Schriften und dichterischen Werken zeigt er eine breite Kenntnis klassischer und zeitgenössischer Literatur und Wissenschaften, er beschäftigte sich auch als Kritiker mit den Werken anderer Autoren.

## Schriften (Auswahl)
- Maggots: or Poems on Several Subjects never before Handled, 1685.
- The life of Christ: a poem, 1693.
- Elegies on the Queen and Archbishop, 1695.
- Life of our blessed lord & saviour Jesus Christ: an heroic poem, 1690.
- Essay on Heroic Poetry, 1697, 1947 und 1967.
- A sermon concerning reformation of manners: preach'd at St. Jame’s Church, Westminster, and afterwards at St. Brides, to one of the religious societies, 13. Februar 1698.
- An Epistle to a Friend Concerning Poetry, 1700.
- The pious communicant rightly prepar'd oder: A discourse concerning the Blessed Sacrament: wherein the nature of it is described... with prayers and hymns, suited to the several parts of that holy office, zusätzlich: A short discourse of baptism, 1700.
- The history of the New Testament: representing the actions and miracles of our Blessed Saviour and his apostles, 1701.
- A letter from a country divine to his friend in London: Concerning the education of the dissenters, in their private academies, 1703.
- History of the Old and New Testament attempted in verse, 1704.
- Marlborough; or, the fate of Europe: a poem, 1705.
- A reply to Mr. Palmer’s vindication of the learning, loyalty, morals, and most Christian behaviour of the dissenters towards the Church of England, 1707.
- An hymn on peace. To the prince of peace, 1713.
- The history of the Old Testament in verse, with one hundred and eighty sculptures, 1715.
- The holy communicant rightly prepar'd oder: A discourse concerning the blessed sacrament, zusätzlich: A discourse on baptism, 1716.
- Dissertationes in librum Jobi, 1736.